# Joop van der Horst
Johannes (Joop) van der Horst (Leiden, 5 augustus 1949) is een Nederlandse hoogleraar in het vakgebied taalkunde aan de Letterenfaculteit van de Katholieke Universiteit Leuven.

Hij gaf er tot zijn emeritaat in 2014 de vakken:
- Nederlands, historische taalkunde, syntaxis, taalverandering
- Geschiedenis van het Nederlands
- Middelnederlands, Oudnederlands
- Gotisch

Van der Horst studeerde Nederlandse taal- en letterkunde aan de Universiteit Leiden, werkte van 1975 tot 1977 als ambtenaar bij het toenmalige ministerie van Onderwijs en Wetenschappen in Den Haag, en van 1978 tot 1995 als docent aan de Universiteit van Amsterdam. Van 1977 tot 1995 was hij ook verbonden aan de M.O.-opleiding van de Vrije Leergangen, later Hogeschool Holland geheten, evenals aan de Rijksarchiefschool in Den Haag. Sedert 1995 is hij verbonden aan de Katholieke Universiteit Leuven. Vele jaren schreef hij een wekelijkse column over taal voor het Leidsch Dagblad, Haarlems Dagblad en De Standaard en werkte hij mee aan een NOS-radioprogramma over taal.
Van der Horst zit in het bestuur van het Instituut voor Naamkunde en Dialectologie. In 2004 maakte hij deel uit van de jury van de Prijs der Nederlandse Letteren, die dat jaar naar Hella Haasse ging.
Van der Horst won in 2006 de LOT-populariseringsprijs voor twee representatieve artikelen in Onze Taal. Volgens de jury weet hij 'op een heel eigen en leesbare toon syntactische onderwerpen niet alleen toegankelijk te maken, maar de lezer er zelfs in mee te slepen'.
Zijn Geschiedenis van de Nederlandse syntaxis uit 2008 biedt een diachroon overzicht van het vroegste Nederlands tot heden.